# Talova Balka, Svitlovodsk
Talova Balka (în ucraineană Талова Балка) este un sat în comuna Ozera din raionul Svitlovodsk, regiunea Kirovohrad, Ucraina.

## Demografie
Componența lingvistică a localității Talova Balka
     Ucraineană (96,94%)
     Rusă (2,62%)
     Alte limbi (0,44%)
Conform recensământului din 2001, majoritatea populației localității Talova Balka era vorbitoare de ucraineană (96,94%), existând în minoritate și vorbitori de rusă (2,62%).